# خوسه آنخل ویدال
خوسه آنخل ویدال (اسپانیایی: José Ángel Vidal‎؛ زادهٔ ۲۸ اکتبر ۱۹۶۹ ‏(۵۵ سال)) دوچرخه‌سوار اهل اسپانیا است. وی در مسابقات تور دو فرانس و جیرو دیتالیا شرکت کرده است.